# Kurt Grünig
Kurt Grünig (* 13. März 1944 in Thun) ist ein ehemaliger Schweizer Fussballspieler. Er lief fünf Mal im Dress der Schweizer Nationalmannschaft auf. Der beidfüssige, flexibel einsetzbare Spieler wurde im Lauf seiner Karriere dreimal Cupsieger.

## Karriere
Als Fünftklasser überredete Bruno Lüthi Grünig, sich beim FC Thun anzumelden, der dies zunächst sogar ohne das Mitwissen seiner Eltern tat. Bei den Berner Oberländern durchlief die Juniorenstationen und spielte am 5. März 1961 das erste Mal in einem Pflichtspiel für die 1. Mannschaft in der Nationalliga B. In Thun war er erfolgreicher Stürmer und schoss in der Saison 1962/63 insgesamt 18 Tore für die Berner Oberländer.
Nach dieser erfolgreichen Saison wechselte Grünig zum BSC Young Boys in die höchste Schweizer Liga. Als er 1964 das erste Mal für die Nationalmannschaft aufgeboten wurde, schoss er gleich in seinem ersten Spiel beide Tore für die Schweiz, die jedoch auch seine einzigen blieben.
1967 wechselte Grünig für zwei Saisons als Spielmacher zum FC St. Gallen in die Nationalliga B. Mit den Ostschweizern gelang Grünig der Aufstieg in die Nationalliga A, und 1969 wurde er als Captain Schweizer Cupsieger.
Von St. Gallen wechselte er für rund 150'000 Fr. zum FC Zürich, wo er in der Verteidigung und im Mittelfeld spielte. 1970 und 1972 wurde er mit dem FCZ Cupsieger. Da Präsident Edi Nägeli nicht gefiel, dass Grünig in Zürich eine Bar eröffnete, setzte er diesen auf die Transferliste. So verliess Grünig den Verein nach dem zweiten Cuptitel in Richtung Winterthur.
Beim FC Winterthur spielte er zunächst in der Verteidigung und wurde danach im Mittelfeld eingesetzt. Mit Winterthur erreichte er 1975 erneut den Cupfinal, den er jedoch zusammen mit den Winterthurern gegen den FC Basel verlor. Im November 1975 löste der FC Winterthur den Vertrag mit Grünig aus «disziplinarischen Gründen» auf, wobei der FC Winterthur die erhobenen Vorwürfe betreffend einen alkoholisierten Trainingsbesuch nach einer Schlichtungsversammlung im Februar öffentlich widerrief.
Nach dem Konflikt in Winterthur wechselte Grünig im April zurück nach Zürich zum NLB-Verein Young Fellows Zürich. Mit den Zürchern stieg Grünig 1977 in die höchste Schweizer Liga auf. Im Frühling 1978 beendete er im Laufe der Rückrunde seine Aktivkarriere.
Danach war Grünig von 1988 bis 1992 im Vorstand der Young Fellows Zürich tätig, und von 1985 bis 2010 war er im Vorstand des Vereins Freunde der Nationalmannschaft.